# Dakaretai Otoko 1-i ni Odosarete Imasu.
Dakaretai Otoko 1-i ni Odosarete Imasu. (抱かれたい男1位に脅されています。 lit. El hombre más deseado me ha amenazado?) es una serie de manga de género BL escrita e ilustrada por Hashigo Sakurabi. Ha sido serializada en la revista Be x Boy de la editora Libre Publishing desde julio de 2013. Una adaptación a serie de anime producida por el estudio de animación CloverWorks y dirigida por Naoyuki Tatsuwa, comenzó a trasmitirse el 6 de octubre de 2018. El anime ha sido licenciado en Estados Unidos por Aniplex of America.

## Argumento
Takato Saijō es un popular actor que durante cinco años consecutivos ha conseguido mantener el título de "hombre más deseado", título que recientemente le ha sido arrebatado por Junta Azumaya, un actor novato con solo tres años de experiencia. La personalidad sincera y extrovertida de Azumaya difiere enormemente con el carácter hostil de Takato, quien se propone a derrotar a Azumaya y recuperar su título. Sin embargo y, tras una noche de copas, Takato termina en el apartamento de Azumaya, donde se entera de que este le ha grabado haciendo cosas vergonzosas mientras estaba ebrio, acciones que podrían poner en peligro su carrera. Creyendo que Azumaya planeaba chantajearlo, Takato le dice que hará cualquier cosa que le pida. Azumaya entonces expresa su deseo de acostarse con él, tras lo cual su relación comienza a florecer.

## Personajes
Takato Saijō (西條 高人 Saijō Takato?)
Voz por: Hiroki Takahashi
Takato es un popular actor con veinte años de experiencia profesional, habiendo debutado cuando tenía apenas ocho años de edad. Durante cinco años seguidos mantuvo el título de "hombre más deseado" hasta que este le fue arrebatado por Junta Azumaya, un actor novato a quien ve como alguien inexperto y poco profesional. 
Junta Azumaya (東谷 准太 Azumaya Junta?)
Voz por: Yūki Ono
Azumaya es un actor novato que debutó tres años antes del comienzo de la historia. Admira profundamente a Takato y más adelante confiesa sus sentimientos por este. A diferencia del hostil Takato, siempre se le ve sonriendo y alegre.
Chihiro Ayagi (綾木 千広 Ayagi Chihiro?)
Voz por: Takuya Satō
Es un actor nuevo que últimamente ha ganado reconocimiento tras aparecer en varios medios. Sin embargo, detrás de su éxito hay rumores de que realiza servicios sexuales.
Ryō Narumiya (成宮 涼 Narumiya Ryō?)
Voz por: Yūma Uchida
Es un joven actor que equilibra su vida escolar y su carrera como actor. Asiste a la misma escuela secundaria que Takato.
Kazuomi Usaka (卯坂 和臣 Usaka Kazuomi?)
Voz por: Kōsuke Toriumi
Kiyotaka Arisu (在須 清崇 Arisu Kiyotaka?)
Voz por: Wataru Hatano

## Media

### Manga
Dakaretai Otoko 1-i ni Odosarete Imasu. comenzó su serialización en la revista Be x Boy de la editorial Libre Publishing en julio de 2013, hasta junio del 2024 (volume 9). A la fecha cuenta con nueve volúmenes publicados; desde entonces no han salido más publicaciones.

#### Lista de volúmenes
| N.º | Título      | Fecha de lanzamiento   | ISBN original          |
| --- | ----------- | ---------------------- | ---------------------- |
| 1   | «Volumen 1» | 10 de febrero de 2014  | ISBN 978-4-7997-1443-0 |
| 2   | «Volumen 2» | 10 de marzo de 2015    | ISBN 978-4-7997-2561-0 |
| 3   | «Volumen 3» | 1 de diciembre de 2016 | ISBN 978-4-7997-3030-0 |
| 4   | «Volumen 4» | 31 de marzo de 2017    | ISBN 978-4-7997-3272-4 |
| 5   | «Volumen 5» | 30 de marzo de 2018    | ISBN 978-4-7997-3351-6 |

### Anime
Una adaptación a serie de anime fue anunciada el 24 de marzo de 2018. La serie, dirigida por Naoyuki Tatsuwa y producida por el estudio CloverWorks, comenzó a emitirse el 6 de octubre de 2018 por Tokyo MX y otros canales. También cuenta con música compuesta por Masaharu Yokoyama, diseño de personajes de Minako Shiba y dirección de sonido por Satoshi Motoyama. El tema de apertura es Fukazen Monologue interpretado por Tomohisa Sako, mientras que el de cierre es Chuntaka! interpretado por Yūki Ono y Hiroki Takahashi bajo los nombres de sus personajes. Ha sido licenciada para su transmisión en Estados Unidos por Aniplex of America vía Crunchyroll.

#### Lista de episodios
| #  | Título | Estreno                 |
| -- | --- | ----------------------- |
| 1  | «En el mundo del espectáculo devoras o eres devorado» «Geinō-kai wa Kū ka Kuwa Reru ka» (芸能界は喰うか喰われるか) | 6 de octubre de 2018    |
| 2  | «¿Ya se ha cansado de mí?» «Aitsu, Mō Ore ni Akiya Gatta no Ka» (あいつ, もう俺に飽きやがったのか) | 12 de octubre de 2018   |
| 3  | «Jamás manosees a otro» «Chikan, Dame, Zettai» (チカン, ダメ, ゼッタイ) | 19 de octubre de 2018   |
| 4  | «Me ha engañado» «Hamerareta ā ā» (ハメられたああああ) | 26 de octubre de 2018   |
| 5  | «Te haré mío» «Ore no Onna ni Shite Agemasu yo» (俺の女にしてあげますよ) | 2 de noviembre de 2018  |
| 6  | «¿Por qué estoy en un hotel con él? No, no puede ser...» «Nande Koitsu to Hoteru de Issho ni... Masaka Iyaiya Iyana... Iyo na? Son'na...» (なんでこいつとホテルで一緒に...まさかいやいやいやな...いよな?そんな...)                                                            | 9 de noviembre de 2018  |
| 7  | «¿Puedo seguir amándote?» «Sukide ite mo Iidesu ka» (好きでいてもいいですか) | 16 de noviembre de 2018 |
| 8  | «No muevas el traje de baño» «Zu, Zurasu na, Umi Pan Zurasu na» (ず、ずらすな、海パンずらすな) | 23 de noviembre de 2018 |
| 9  | «En buenos términos...» «...Naka ga Ii Koto de» (...仲がいいことで) | 30 de noviembre de 2018 |
| 10 | «Rompamos, Chunta» «Kyūkei shimashou, chunta» (休憩しましょう、チュンタ) | 7 de diciembre de 2018  |
| 11 | «Si tanto me quieres, dejaré que me abraces hasta hartarte» «Anata ga watashi o totemo aishite irunara, watashi ga byōkininaru made watashi wa anata o dakishimeru yō ni shimasu.» (あなたが私をとても愛しているなら、私が病気になるまで私はあなたを抱きしめるようにします。) | 14 de diciembre de 2018 |
| 12 | «Mi tesoro» |                         |
| 13 | (ふっふっふ〜ん♪ふっふっふ〜ん♪ふっふっふ〜ふふ〜ん。) | 28 de diciembre de 2018 |